# Гельденхауэр, Герард
Герард Гельденхауэр (нидерл. Gerhard Geldenhauer, лат. Gerhardus Noviomagus; 1482, Неймеген — 10 января 1542, Марбург, Гессен) — голландский историк, гуманист, лютеранский теолог, протестантский реформатор, прозаик, педагог.

## Биография
Родился в знатной семье камердинера при дворе Арнольда Эгмонда и Адольфа Эгмонда, герцогов Гелдерна.
Окончил латинскую школу в Девентере. Вступил в Августинский орден. Обучался в Лёвенском университете. В годы учёбы написал и опубликовал свои первые сочинения, среди которых сборник сатирических произведений в духе «Похвалы глупости» Эразма Роттердамского. Руководил изданием нескольких работ Эразма и Томаса Мора.
В 1515—1524 годах состоял на службе у епископа Утрехта Филиппа Бургундского. Здесь познакомился с идеями Лютера.
После смерти Епископа путешествовал по Нидерландам и Германии и посетил, среди прочего, город Виттенберг, чтобы послушать Лютера. В 1526 году оставил августинцев и женился.
Шесть лет спустя стал профессором новооснованного лютеранского университета в Марбурге, сначала в качестве профессора истории, а затем профессора теологии, специализируясь на Новом Завете. Гельденхауэр заслужил место среди писателей-историков, среди прочего, благодаря двум исследованиям по истории Батавов и их историческому значению для герцогства Гелдерн и города Неймеген.
Умер в Марбурге 10 января 1542 года, вероятно, от чумы.